# فرودگاه کومیما
فرودگاه کومیما (به انگلیسی: Kumejima Airport) (به زبان بومی: Kume Jima Airport) یک فرودگاه همگانی با کد یاتا UEO است که یک باند فرود آسفالت بتن دارد و طول باند آن ۲۰۰۰ متر است. این فرودگاه در کشور ژاپن قرار دارد.